# Catocala cara
Catocala cara là một loài bướm đêm thuộc họ Erebidae. Loài này được tìm thấy ở khu vực miền đông của Hoa Kỳ. Subspecies Catocala cara carissima có ở Georgia tới Texas.

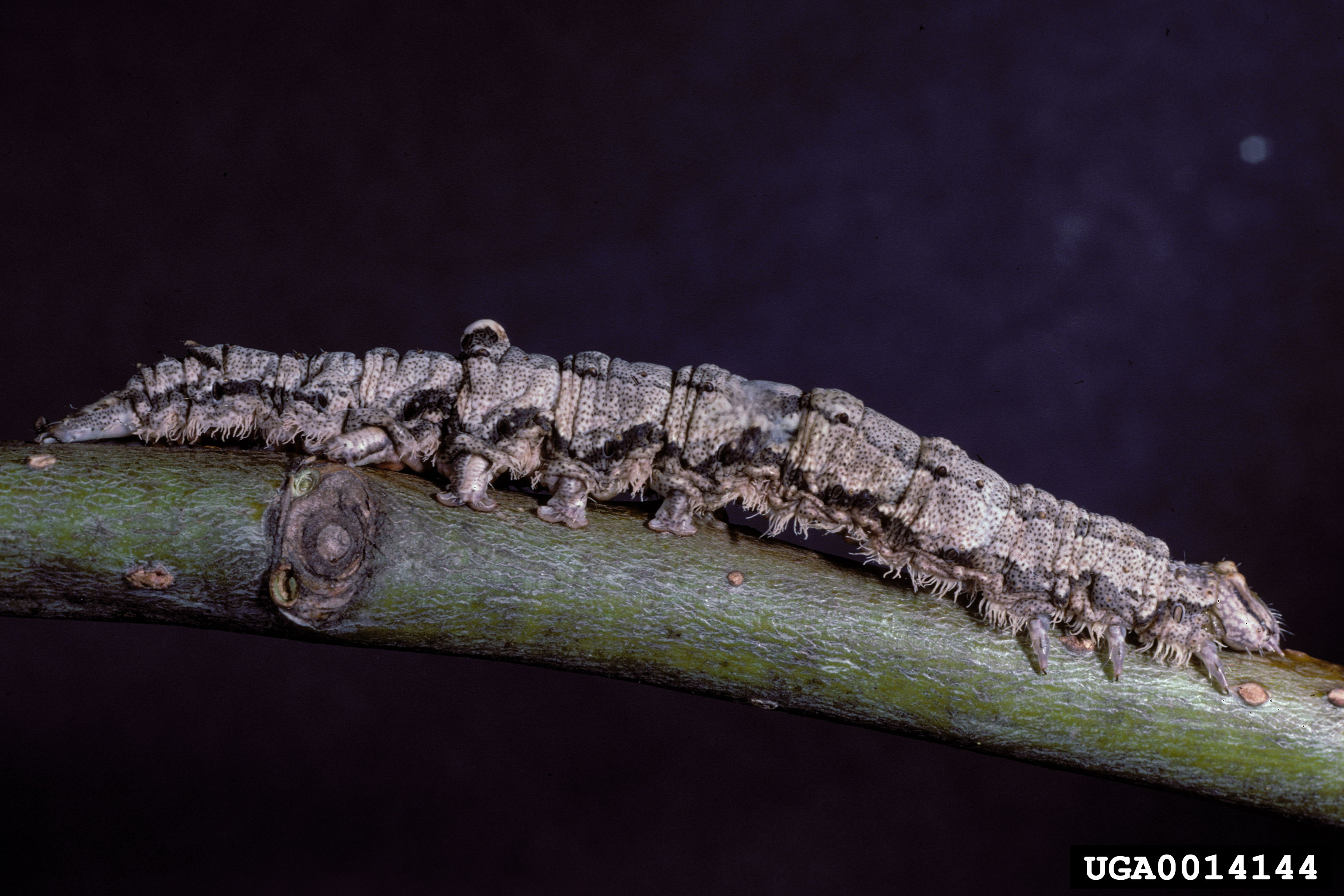
Sâu bướm

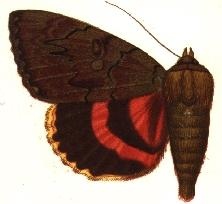
Minh hoạ

Sải cánh dài 70–85 mm. The moths gặp ở tháng 7 đến tháng 10 tùy theo địa điểm.
Ấu trùng ăn các loài Populus và Salix, đặc biệt là Salix nigra.

## Phụ loài
Catocala cara carissima hiện nay được xem là một loài có hiệu lực Catocala carissima.

## Hình ảnh
- Tập tin:Tập